# سيتشي فورويا
سيتشي فورويا (باليابانية: 古屋誠一) هو مصور ياباني، ولد في 1950.

## وصلات خارجية
- الموقع الرسمي